# Strumiany (powiat poznański)
Strumiany – wieś w Polsce położona w województwie wielkopolskim, w powiecie poznańskim, w gminie Kostrzyn. Styka się bezpośrednio z południowo-wschodnimi przedmieściami Kostrzyna.
W latach 1975–1998 miejscowość należała administracyjnie do województwa poznańskiego.
We wsi znajdują się dwa zabytkowe zabudowania gospodarskie:
- dom nr 3 wraz z oborą z pierwszej dekady XX wieku,
- dom nr 6 wraz z oborą i chlewnią z przełomu XIX i XX wieku (dom z 1912).

W Strumianach urodził się Marian Dyczek - działacz sportowy.